# 23. februar
23. februar er dag 54 i året, i den gregorianske kalender. Der er 311 dage tilbage af året (312 i skudår). Findes ikke i år 1700 i Danmark pga. skift til ny kalender.
Papias' dag. Papias var biskop i Hierapolis i Frygien, hvor han led martyrdøden i 150.
Dagen for Fædrelandets Beskyttere i Rusland.

### Begivenheder
Født - Dødsfald
- 1455 - Johannes Gutenberg begynder i Mainz trykningen af sin bibel.
- 1609 - Den svenske Karl 9. lader lederne af en pro-polsk opstand henrette.
- 1836 - Belejringen af Alamo i Republikken Texas begynder – kun 6 overlever – Jim Bowie og Davy Crockett dør.
- 1848 - Studenterne og arbejderne bygger barrikader i gaderne i Paris. Kongen, Louis-Philippe forsøger forgæves at skabe ro ved at afskedige regeringen, men Februarrevolutionen er i fuld gang.
- 1886 - Charles M. Hall, amerikansk kemiker meddeler, at han ved hjælp af en elektrolytisk proces er i stand til at udvinde aluminum fra kryolit. Det er kun 8 måneder siden, han afsluttede college.
- 1905 - Den første Rotary-klub stiftes i Chicago. I 1921 oprettes den første danske afdeling.
- 1945 - Amerikanske marineinfanterister hejser det amerikanske flag på Iwo Jima.
- 1962 - Den europæiske rumfartsorganisation ESRO stiftes på møde i Paris.
- 1970 - Guyana, hidtil Britisk Guyana, bliver republik indenfor Commonwealth.
- 1973 - Den første letmælk sendes på markedet.
- 1981 - Det spanske parlament stormes under et kupforsøg, som dog løber ud i sandet på grund af manglende militær støtte.
- 1982 - Ved en folkeafstemning stemmer 52% af de grønlandske vælgere for udmeldelse af EF.
- 1984 - Folketinget vedtager at nedlægge Ranum Seminarium.
- 1990 - Cambodias tidligere præsident fyrst Sihanouk vender hjem efter 11 år i eksil.
- 1991 - Militæret tager magten i Thailand.
- 1991 - De allierede indsætter en offensiv på landjorden under Golfkrigen. Landoffensiven kom efter at man havde bombet fra luften i mere end en måned. Landoffensiven varer ikke meget mere end 100 timer, hvorefter modstanden fra irakerne er nedkæmpet.
- 1995 - NATO's generalsekretær Willy Claes beskyldes for korruption.
- 1997 - Per Stig Møller udpeges til politisk leder af Det Konservative Folkeparti.
- 1998 - FN's generalsekretær Kofi Annan overtaler Saddam Hussein til at give FN-inspektørerne uhindret adgang overalt.
- 1999 - Ørsted-satellitten, den første danske satellit, sendes op med en amerikansk Delta II-raket.
- 2001 - Kritik mod udviklingsminister Anita Bay Bundegaard for forslag om at give asyl til fattigdomsflygtninge.
- 2014 De 22. Vinter-OL_2014 afsluttes i dag i den russiske by sochi

### Født
- 1540 - Hedwig af Brandenburg, hertuginde af Braunschweig-Wolfenbüttel (død 1602).
- 1633 - Samuel Pepys, engelsk embedsmand (død 1703).
- 1685 - Georg Friedrich Händel, tysk/engelsk komponist (død 1759).
- 1850 - Cesar Ritz, grundlægger af Hotel Ritz i Paris (død 1918).
- 1878 - Kazimir Malevitj, ukrainsk maler (død 1935).
- 1883 - Victor Flemming, amerikansk filminstruktør (Wizard of OZ).
- 1899 - Erich Kästner, tysk børnebogsforfatter (Drei Männer im Schnee) (død 1974).
- 1909 - Hans Kurt, dansk skuespiller (død 1968).
- 1915 - Paul Tibbets, amerikansk pilot på flyet Enola Gay, der kastede atombomben over Hiroshima (død 2007).
- 1928 - Karl Toosbuy, dansk grundlægger (død 2004).
- 1940 - Peter Fonda, amerikansk filmskuespiller (Easy Rider) (død 2019).
- 1947 - Pia Kjærsgaard, Dansk Folkeparti-medlem.
- 1976 - Palle Lykke Ravn, dansk forfatter.
- 1994 - Dakota Fanning, amerikansk skuespillerinde.
- 2012 - Prinsesse Estelle af Sverige.

### Dødsfald
- 1908 - Carl Ewald, dansk forfatter (født 1856).
- 1927 - Einar Holbøll, dansk postmester og opfinder af julemærket (født 1865).
- 1934 - Edward Elgar, engelsk komponist (født 1857).
- 1943 - Thomas Madsen-Mygdal, dansk politiker og tidligere statsminister (født 1876).
- 1949 - P. Knutzen, dansk generaldirektør (DSB) (født 1887).
- 1965 - Laurits Hansen, dansk politiker, minister og forbundsformand (født 1894).
- 1965   - Stan Laurel, amerikansk komiker. Den ene halvdel af Gøg og Gokke (født 1890).
- 1988 - Mogens Kilde, dansk kinoorganist (født 1917).
- 1996 - Birgit Brüel, dansk sangerinde (født 1927).
- 1997 - Bent Bertramsen, dansk TV-vært og nyhedsoplæser (født 1941).
- 1998 - André de Laborde de Monpezat, fransk greve og far til prins Henrik (født 1907).
- 2014 - Alice Sommer Herz, pianist og den ældste overlevende fra koncentrationslejren Theresienstadt (født 1903).
- 2022 - Mogens Pedersen, dansk skuespiller, sceneinstruktør og teaterleder (født 1931).

|  | Denne datoartikel kan blive bedre, hvis der indsættes et (bedre) billede Du kan hjælpe ved at afsøge Wikimedia Commons for et passende billede eller uploade et godt billede til Wikimedia Commons iht. de tilladte licenser og indsætte det i artiklen. |